# 深浦町立岩崎中学校
深浦町立岩崎中学校（ふかうらちょうりつ いわさきちゅうがっこう）は、青森県西津軽郡深浦町正道尻にあった公立中学校。生徒数は36人（2021年度・閉校時点）。

## 概要
旧岩崎村を学区とし、二級へき地学校に認定されていた。

## 沿革
- 1947年（昭和22年）
  - 4月1日 - 学校教育法（旧法）施行により、岩崎村立岩崎中学校開校[3]。岩崎小学校校舎に併設。
  - 4月22日 - 開校式挙行。
- 1948年（昭和23年）6月28日 - 岩崎小学校の理科器具室を改造・充当し、専用の職員室設置。
- 1949年（昭和24年）1月26日 - 2階建4教室増築し、普通教室に転用。
- 1951年（昭和26年）
  - 7月22日 - 校舎竣工移転。
  - 10月 - 屋内運動場竣工。
- 1953年（昭和28年）4月1日 - 文部省（現:文部科学省）の産業教育研究指定校及び郡地教連職業家庭科研究指定校となる。
- 1954年（昭和29年）11月1日 - 講堂落成。
- 1955年（昭和30年）11月22日 - 校旗樹立。
- 1963年（昭和38年）
  - 5月15日 - 校門設置（昭和37年度卒業生寄贈）。
  - 6月8日 - 特別教室増築落成。
- 1971年（昭和46年）9月30日 - 講堂大修理行う。
- 1976年（昭和51年）
  - 7月12日 - 新校舎落成。
  - 7月19日 - この日と翌日にかけて、移転作業を行った。
  - 8月19日 - 体育館落成し、この日と翌日にかけて、移転作業を行った。
  - 10月27日 - 新校舎落成記念式典挙行。
- 1977年（昭和52年）10月29日 - 創立30周年記念式典及び祝賀会挙行。記念事業として校門設置。
- 2005年（平成17年）3月31日 - 町村合併により、深浦町立岩崎中学校に改称。
- 2021年（令和3年）11月20日 - 本校体育館にて、閉校式典挙行[4]。
- 2022年（令和4年）3月31日 - 深浦中学校に統合され、閉校[5]。

## 学区
深浦町岩崎地区（旧岩崎村域）

## アクセス
- JR東日本五能線陸奥岩崎駅から、自動車で約850m・約2分、徒歩で約920m・約15分。
- 弘南バス十二湖線（夏季のみ運行）「正道尻」バス停から、徒歩約550m・約8分。

## 周辺
- JR東日本五能線
  - 陸奥岩崎駅
- 深浦町立いわさき小学校 - 敷地が隣接。小学校は2022年度も存続。

## 参考資料
- 『青森県教育史 別巻』（青森県教育委員会・1973年12月20日発行）904頁「学校沿革 中学校 岩崎中学校」。
- 『岩崎村史 年表』（岩崎村・1992年1月31日発行）270頁～327頁。